# الكلية الأمريكية للطب الرياضي
الكلية الأمريكية للطب الرياضي أو The American College of Sports Medicine (ACSM)، يقع المقر الرئيسي للكلية في مدينة إنديانابوليس الوقعة ضمن ولاية إنديانا، وهي منظمة عضويَّة للطب الرياضي وعلوم التمارين الرياضية. تأسست عام 1954، وتعقد الكلية الأمريكية للطب الرياضي مؤتمرات دورية وتنشر كذلك كتباً ومجلات وتقدم عدة برامج من أجل اعتماد المدربين الشخصيين وأخصائيي فيزيولوجيا التمارين الرياضية.

## تاريخ الكلية
تأسست الكلية الأمريكية للطب الرياضي في عام 1954 وذلك تحت اسم ”الاتحاد الأميريكي للطب الرياضي“ في مدينة نيويورك في فندق ستاتلر في 22 أبريل/نيسان، كجزء من برنامج فترة ما بعد الظهيرة للجمعية الأمريكية للصحة والتربية البدنية والترفيه (AAHPER). في العام التالي، تم تأسيس الكلية الأمريكية للطب الرياضي (ACSM) بشكل رسمي، وقد تمَّ تعيين 11 فردًا كأعضاء مؤسسين.تألفت هذه المجموعة من سبعة رجال وامرأة واحدة يعملون في مجال التربية البدنية، بالإضافة إلى ثلاثة أطباء مختصين في الأمراض القلبية، وكان أخصائيو التربية البدنية هم: كليفورد براونيل (دكتوراه)، إرنست جوكل (دكتور في الطب)، بيتر كاربوفيتش (دكتور في الطب)، ليونارد لارسون (دكتوراه)، غروفر مولر (ماجستير)، نيلز نيلسون (دكتوراه)، جوزفين راثبون (دكتوراه)، وآرثر ستينهاوس (دكتوراه). وعلى الرغم من حصول جوكل ولارسون وكاربوفيتش وستينهاوس على تدريب في التربية البدنية أو عملهم في أقسامها، إلا أنهم ركزوا بشكل أساسي على الأبحاث المتعلقة بفيزيولوجيا التمارين. أما الأطباء فكانوا: لويس بيشوب (دكتور في الطب)، ألبرت هايمان (دكتور في الطب)، وجوزيف وولف (دكتور في الطب)، وجميعهم أطباء قلب ممارسون.
انتقل المقر الوطني للجمعية الأمريكية للرياضات الرياضية الجماعية إلى إنديانابوليس في عام 1984، وانضمت إلى منظمات أخرى مثل الرابطة الوطنية للرياضات الجماعية والاتحاد الوطني لجمعيات المدارس الثانوية الحكومية والهيئات الإدارية الوطنية الخاصة بالرياضة.

## العضوية
تُقدم عضوية ACSM ضمن أربع فئات:
- تحالف محترفي اللياقة الصحية.
- محترف.
- محترف تحت التدريب.
- الطلاب.

## الفروع الإقليمية
لدى ACSM اثنا عشر فرعًا إقليميًا تتوزع على جميع أنحاء الولايات المتحدة الأميريكية:
- فرع ألاسكا الإقليمي ACSM.
- الفرع الإقليمي ACSM للولايات الوسطى.
- الفرع الإقليمي لنيويورك الكبرى ACSM.
- الفرع الإقليمي لوسط المحيط الأطلسي ACSM.
- الفرع الإقليمي لوسط الغرب الأمريكي ACSM.
- الفرع الإقليمي لنيو إنجلاند ACSM.
- الفرع الإقليمي ACSM في نورث لاند.
- فرع شمال غرب الولايات المتحدة الأمريكية ACSM الإقليمي.
- الفرع الإقليمي لجبال روكي ماونتن ACSM.
- الفرع الإقليمي لجنوب شرق آسيا ACSM.
- الفرع الإقليمي للجنوب الغربي ACSM.
- الفرع الإقليمي لتكساس ACSM.

## المجلات والكتب والمنشورات
يشتمل برنامج النشر الخاص بالكلية الأمريكية للطب الرياضي على ست مجلات، والعديد من الكتب والموارد متعددة الوسائط.

### المجلات
تتضمن المجلات العلمية الست الرائدة للكلية الأمريكية للطب الرياضي أبحاثاً وتقارير سريرية ومعلومات عن الصحة واللياقة البدنية، وهذه قائمة بالمجلات المنشورة:
- الطب والعلوم في الرياضة والتمارين الرياضية.[6]
- مراجعات التمارين وعلوم الرياضة.[7]
- تقارير الطب الرياضي الحالية.[8]
- مجلة الصحة واللياقة البدنية الصادرة عن ACSM.[9]
- المجلة الانتقالية للكلية الأمريكية للطب الرياضي.[10]
- التمارين والرياضة والحركة.

### الكتب
تنشر الكلية الأمريكية للطب الرياضي العديد من الكتب والموارد متعددة الوسائط.
تشتهر الكلية الأمريكية للطب الرياضي بشكل أساسي بإصدارها ’الإرشادات الخاصة باختبار الجهد ووصف التمارين‘ (Guidelines for Exercise Testing and Prescription)، والتي نُشرت لأول مرة عام 1975.
وهذه قائمة تشمل بعض أبرز العناوين المنشورة لـ ACSM:
- فزيولوجيا التمارين الرياضية السريرية لـ ACSM.
- دليل ACSM الكامل للياقة البدنية والصحة.
- المعايير والإرشادات الخاصة بمرافق الصحة/اللياقة البدنية الصادرة عن ACSM.
- مقدمة ACSM في علم التمارين الرياضية.
- التغذية لعلوم التمارين الرياضية ACSM's Nutrition for Exercise Science.
- موارد ACSM لمدربي وأخصائي فيزيولوجيا التمارين الرياضية.
- أسس تدريب القوة والتكييف ACSM's .

## الشهادات الأكاديمية الممنوحة
تقدم ACSM أربع شهادات مختلفة لمحترفي اللياقة البدنية والتمارين السريرية، وعدداً من برامج الاعتماد والشهادات المتخصصة:
1. مدرب شخصي معتمد من ACSM.
2. مدرب تمارين جماعية معتمد من ACSM.
3. أخصائي فيزيولوجيا التمارين الرياضية المعتمد من ACSM.
4. اختصاصي فسيولوجي تمارين رياضية سريرية معتمد من ACSM.
5. اعتماد التمرين هو الطب.
6. أخصائي تمارين التوحد.

## المؤسسة التابعة لها
مؤسسة الكلية الأمريكية للطب الرياضي هي منظمة غير ربحية مسجلة بموجب البند 501(c)(3) من القانون الضريبي الأمريكي، وتُعتَبر كيانًا تابعًا للكلية الأمريكية للطب الرياضي (ACSM) وتم تأسيسها لدعم أنشطتها. تقدم مؤسسة الكلية الأمريكية للطب الرياضي كل عام أكثر من 100,000 دولار أمريكي في شكل جوائز بحثية ومنح دراسية.

## روابط خارجية
- الموقع الرسمي.

- الملف التعريفي الخاص بالكلية الأميريكية للطب الرياضي.